# Paracyathus andersoni
Paracyathus andersoni is een rifkoralensoort uit de familie van de Caryophylliidae. De wetenschappelijke naam van de soort is voor het eerst geldig gepubliceerd in 1899 door Duncan.